# قائمة مسلسلات إسماعيل عبد الحافظ
قائمة مسلسلات المخرج إسماعيل عبد الحافظ: 
1. راس القط
2. ليالي الحلمية خمسة أجزاء
3. المصراوية جزئين
4. الشهد والدموع
5. عفاريت السيالة
6. حدائق الشيطان
7. شارع الموردي
8. عدى النهار
9. نقطة نظام
10. كناريا وشركاه
11. للثروة حسابات أخرى
12. عفاريت السيالة
13. الأصدقاء
14. إمراة من زمن الحب
15. خالتي صفية والدير
16. الوسيه
17. الموج والصخر